# Mukim di Telisai
Telisai è un mukim del Brunei situato nel Distretto di Tutong con 7.673 abitanti al censimento del 2011.

## Geografia antropica

### Suddivisioni amministrative
Il mukim è suddiviso in 13 villaggi (kapong in malese):
Telisai, Perumahan Negara Telisai, Telamba, Lalit, Tanah Jambu, Sungai Paku, Pengkalan Dalai, Danau, Penapar (Telisai), Keramut, Tumpuan Ugas, Bukit Beruang, Negara Bukit Beruang.